# Asoka Handagama
Asoka Handagama (né en décembre 1962) est un cinéaste srilankais, réalisateur notamment de This Is My Moon (sorti en France en 2002) et Flying with One Wing (2004).
Il a été primé dans de nombreux festival internationaux. Il est également metteur en scène de théâtre et réalisateur pour la télévision. Son nouveau film Letter of Fire est actuellement censuré par les autorités cinghalaise et sa sortie en salle dans son pays d'origine reste hypothétique.

## Filmographie
- 1996 : Sanda Dadayama[1]
- 1998 : Chanda Kinnarie[2]
- 2000 : This Is My Moon (sorti en France en 2002)[3]
- 2002 : Tani tatuwen piyabanna[4]
- 2004 : Flying with One Wing[5]
- 2005 : Letter of Fire (Aksharaya)[6]
- 2010 : Vidhu[7]
- 2012 : Ini Avan : celui qui revient[8]